# Maria Jacoba Ommeganck
Maria Jacoba Ommeganck (getauft am 14. August 1760 in Antwerpen; gestorben 16. Dezember 1849 ebenda) war eine flämische Malerin.

## Leben
Maria Jacoba Ommeganck wurde am 14. August 1760 in Antwerpen getauft. Ihre Eltern waren Paulus Ommeganck und Barbara Laenen und ihr Bruder der Landschafts- und Tiermaler Balthasar Paul Ommeganck, von dem sie auch ausgebildet wurde. Sie wird manchmal mit ihrer Cousine Anna-Maria-Petronilla Baesten-Ommeganck verwechselt. 1786 heiratete sie den Maler Henricus Arnoldus Myin. Aus der Ehe gingen drei Kinder hervor.
1788 war sie zusammen mit ihrem Bruder Hendrik Frans de Cort, Frans Balthazar Solvyns, Pieter Faes, Mattheus Ignatius van Bree und Marten Waefelaerts Mitbegründerin der Antwerpener Künstlergruppe Konstmaetschappije „tot Nut, Baet en Dienst“. 1789 nahm sie an einer Gruppenausstellung des Vereins teil, die im Saal der Schermersgilde in der Nähe der St.-Georgs-Kirche in Antwerpen stattfand. Sie stellte „Wiese mit Bauern, Ochsen und Schafen“, „Kühe auf der Wiese bei Sonnenuntergang“ und „Kühe auf der Wiese“ aus. Ihr Werk stand ganz im Einklang mit dem ihres Bruders.
Maria Jacoba Ommeganck starb in Antwerpen am 16. Dezember 1849. 